# Neodialineura striatithorax
Neodialineura striatithorax är en tvåvingeart som beskrevs av Mann 1928. Neodialineura striatithorax ingår i släktet Neodialineura och familjen stilettflugor. Inga underarter finns listade i Catalogue of Life.